# コズモギャング・ザ・ビデオ
『コズモギャング・ザ・ビデオ』 (Cosmo Gang: The Video) は、1992年3月にナムコが発売した業務用の固定画面シューティングゲーム。
戦闘機ハイパービートを操作し、宇宙要塞アンコクを本拠地とする宇宙盗賊団を倒して惑星アーキンドを救出する事を目的としている。発表当初のタイトルは『コズモギャラクシアン』であり、本作がモチーフとしている『コズモギャングズ』（1990年）等のエレメカのキャラクターが多数登場する。使用ハードウェアはSYSTEM IIで縦画面仕様。
ゲーム・デザインは後にアーケードゲーム『ゼビウス3D/G』（1996年）を手掛けた見城こうじ、プログラムはアーケードゲーム『ドラゴンセイバー』（1990年）を手掛けた伊藤なおき、音楽はファミリーコンピュータ用ソフト『ワギャンランド」（1989年）を手掛けた荒川美恵が担当している。
同年にスーパーファミコンに移植された他、アーケード版は2009年にWii用ソフトとしてバーチャルコンソールアーケードにて配信された。
アーケード版はゲーム誌『ゲーメスト』の企画「第6回ゲーメスト大賞」（1992年度）において、ベストシューティング賞8位を獲得した。

## 概要
本作は、ナムコの『ギャラクシアン』（1979年）シリーズと同系統の固定画面型の縦画面シューティングで、通常ステージとチャレンジングステージの全36ステージ構成。2人同時プレイも可能だが、本作では1クレジットで2人同時プレイを行い、残機は共有する仕様となる。ゲームオーバー後はその場でコンティニューも可能で、ミス後の復活時と同じ状態で再スタートとなる。 
通常ステージは、画面内に次々と沸いて編隊を組む敵のコズモをショットで倒していき、全て倒して全滅させればステージクリア。『ギャラクシアン』シリーズと同じく、終盤の敵は倒されるまでは画面外に消えても再び画面上から何度でも再登場してくる。チャレンジングステージは、本作のモチーフとなっている「コズモギャングズ」をビデオゲーム上で再現したものであり、画面手前に配置されたコンテナを盗もうとするギャングたちを射撃して撃退する。チャレンジングステージではミスをしてもそのまま次のステージへ進める。
ナムコのシューティングゲーム初期作である『ギャラクシアン』や『ギャラガ』（1981年）のリメイクというべき内容となっている。後継作品として、見城が手がけた『ナムコクラシックコレクション』（1995年）収録の『ギャラガ・アレンジメント』がある。ちなみに本作の製作は、企画の見城を含めてプログラマー・サウンド・グラフィックの4人という最少人数でゲーム本体の実製作を行っていた。

## ゲーム内容

### システム
2方向レバーと1ボタン（ショット）で操作。自機は画面下端で左右にしか動けないが、画面端に密着状態でレバーを入れ続けると自機の幅が縦に縮まり、追い詰められても被弾しにくいよう配慮されている。自機が破壊されると一定時間爆風が起こり、それに触れた敵キャラクターは破壊され、通常通りに点数が入る仕様。『ギャラクシアン』の流れを汲むシューティングとしては珍しく、2人同時の協力プレイも可能である。その場合は、2P側が単独プレイ時の位置になり、1P側はそれよりも若干上のライン違いのポジションで操作することになる。これはシステム的な意味合いもある。

### アイテム
プレイヤーを支援するアイテムは、時々撃破した敵キャラクターが放出する。アイテムはそのまま下方に落下し、プレイヤーキャラクターが取得しなければ下端で3度跳ね返った後に画面外へ消える。アイテムの効果は各種様々であり、単発、時間制限、その面限り有効なもの等がある。基本ショットのパワーアップは、コズモが持ってくるアーマーを獲得により2連装のツインショットとなる。
アーマー
ショットが2連装のツインショットとなり、敵への攻撃を当てやすくなる。アーマーという名称ではあるが耐久力が付くわけではない。アーマーは特定の面でのみボスコズモが持っており、これを倒すことで自動的に取得できる。
効力はチャレンジングステージに到達するまで有効。ミス時にはアイテムとして放出されて画面下で3度跳ね返り、新しい自機がすぐに登場できる状況であれば拾いなおすこともできる。敵編隊の出現途中で区切りが悪いときは自機の登場までしばらく待たされるので取れない。また、2人同時プレイ時ならもう片方のプレイヤーが拾うこともできる。
ポイントアップ
以後敵キャラクターを撃破したときの得点に倍率がかかるようになる。取得したポイントアップアイテムの数によって倍率は ×2、×3、...と、×16 まであがる。チャレンジングステージの次の面では倍率がリセットされている。×16の時に取得すると得点加算で、表示上は7650×16だが得られるのは7650点である。
クモの巣
一定時間敵キャラクターと敵弾の速度が下がる。背景にクモの巣のグラフィックが重ねられる。時間制。
トルネード
竜巻を1発撃つことができる。着弾すると竜巻を発生して、触れた敵キャラクターを弾き飛ばす。時間制。
びっくり箱
一定時間画面内の敵キャラクターの動きを止める。(びっくり箱から出てくるような)舌を出したピエロのような顔と紙吹雪のグラフィックが表示され、敵キャラクターのグラフィックも目を見開いてびっくりしている表情に変わる。
バリア
敵弾や体当たりに一発耐えるバリアが自機を包む。ステージ内のみ。
機雷(バラージショット）
速度は遅いが爆発の効果が広範囲に及ぶ機雷を撃つことができる。
スペシャルフラッグ
自機が1機増える。取り逃がすと次の面で再度出現する親切設計。
チェンジ
（2人プレイのときのみ出現）1Pの自機と2Pの自機の位置が入れ替わる。アーマーを装備している場合は装備も入れ替わる。
スーパーノヴァ
（2人プレイのときのみ出現）下段にいるプレイヤーが上段のプレイヤーを撃つと撃たれた側は次第に膨れていき、破裂すると少しの間広範囲に弾を乱射する。

## 設定

### ストーリー
宇宙要塞アンコクを本拠とする宇宙盗賊団が、手下を引き連れ惑星アーキンドに侵略してくる。コズモポリスは戦闘機ハイパービートで迎え撃つ。盗賊団のボス、ドンコズモを倒し、宇宙要塞を破壊せよ。

### ステージ構成
通常ステージ33面+チャレンジングステージ4面の全37ステージ構成（ゲーム内でのステージ単位は「GANG」と表記）。ステージが進むごとに、徐々に敵の本拠地へ近づいていくグラフィックになるという演出がなされている。
- GANG1　コズモポリス本部
- GANG2　惑星アーキンドの首都・ジガゴ市街地上空
- GANG3　惑星アーキンド上空
- GANG4　月面クレーター
- チャレンジングステージ（タイプA）
- GANG5　宇宙空間・火山エリア入り口
- GANG6　火の惑星上空
- GANG7　火山地帯
- GANG8　溶岩の川
- GANG9　宇宙空間
- GANG10　海の惑星上空
- GANG11　海上
- GANG12　海中
- チャレンジングステージ（タイプB or C）
- GANG13　宇宙空間・緑のエリア入り口
- GANG14　緑の惑星上空
- GANG15　森上空
- GANG16　ジャングル
- GANG17　宇宙空間
- GANG18　氷の惑星上空
- GANG19　氷の山脈
- GANG20　オーロラ
- チャレンジングステージ（タイプD or E）
- GANG21　宇宙空間・山のエリア入り口
- GANG22　山の惑星上空
- GANG23　平原
- GANG24　グランドキャニオン
- GANG25　宇宙空間・天空のエリア
- GANG26　天空の惑星上空
- GANG27　天空の山脈
- GANG28　雲上空
- チャレンジングステージ（タイプF or G）
- GANG29　宇宙要塞アンコクエリア入り口
- GANG30　宇宙要塞アンコク
- GANG31　宇宙要塞アンコクの玄関口
- GANG32　宇宙要塞アンコクの室内
- GANG33　ドンコズモの部屋

### チャレンジングステージ
多くのナムコのシューティングゲームと同様、本作においても、ステージ4、12、20、28をクリアするとチャレンジングステージに突入する。ただし内容は他作品とは異なり、画面手前に配置されたコンテナを盗もうとするギャングたちを射撃して撃退する。タイマーが0になるまでコンテナを守り抜くと勝利となり、成果に応じたボーナス得点（30～1000000）が入る。2人プレイ時は両者にボーナス点が入る。この様に、本作のモチーフとなっている、エレメカの「コズモギャングズ」をほぼ忠実にビデオゲーム上で再現したものであり、エレメカで使用されていたVGMやキャラクターボイスや勝利時のマケマケダンスまで再現していた。
チャレンジングステージの種類は、下記のA～Gと全7タイプがあり、最初は元祖「コズモギャングズ」に準じたAタイプの固定だが、2回目以降は各面に応じたものがそれぞれ2種類の内からランダムで選ばれる。また、手下のコズモは最初は上下の動きだけだが、面が進むとどんどんトリッキーな動きを見せるようになる。
- タイプA　元祖コズモギャングズ
- タイプB　西部劇 ガンマン
- タイプC　時代劇 忍者
- タイプD　中世騎士
- タイプE　バレリーナ
- タイプF　サーカス
- タイプG　コックさん

### ラストステージ
GANG33では、ボスキャラクターであるドン・コズモとの直接対決となる。ドン・コズモの攻撃方法は4段階で、ライフバー1本を削りきるごとに攻撃方法が変化していく。全てのライフを削りきることができればゲームクリア。

## 移植版
| No. | タイトル                   | 発売日         | 対応機種                      | 開発元                | 発売元     | メディア                                        | 型式    | 備考                            |
| --- | -------------------------- | -------------- | ----------------------------- | --------------------- | ---------- | ----------------------------------------------- | ------- | ------------------------------- |
| 1   | コズモギャング・ザ・ビデオ | 1992年10月29日 | スーパーファミコン            | プリズム企画          | ナムコ     | 8メガビットロムカセット                         | SHVC-CA | -                               |
| 2   | コズモギャング・ザ・ビデオ | 2009年8月4日   | Wii                           | バンナム              | バンナム   | ダウンロード （バーチャルコンソールアーケード） | -       | アーケード版の移植              |
| 3   | コズモギャング・ザ・ビデオ | 2023年4月20日  | PlayStation 4 Nintendo Switch | ハムスター (移植担当) | ハムスター | ダウンロード （アーケードアーカイブス）         | -       | アーケード版の移植 海外版も収録 |

## 音楽
本作の音楽はストロングよしえこと荒川美恵が手掛けており、最初のチャレンジングステージの曲のみ、桜井誠一による元祖「コズモギャングズ」のBGMそのままのものを使用。コックさんステージの曲はNHK「きょうの料理」テーマ曲のパロディとなっていた。2002年にはアリカ発売のテクニクビートにアレンジ版が収録された。コンティニュー画面のBGMはNHK「週刊こどもニュース」の今週のわからんコーナーで毎週流れていたほか、同番組では本作エンディング曲も使われたこともある。
サウンドトラック
- ビクター音産「ナムコ・ゲームサウンド・エクスプレス Vol.8」（オリジナルバージョン。コズモギャング・ザ・パズルも収録）
- ビクター音産「ビデオゲームグラフィティ Vol.10」（米光亮によるアレンジ。「ナムコ グラフィティコレクション ベスト10」にもショートバージョンを収録）
- スィープレコード「テクニクビート サウンドトラック」（佐宗綾子によるアレンジ）

## スタッフ
アーケード版
- ゲームデザイナー：見城こうじ
- プログラマー：シオヒガラー伊藤（伊藤なおき）
- オリジナルキャラクター：SANCHAN
- ビジュアル：いからしたつや
- サウンド：すとろんぐよしえ（荒川美恵）
- 協力：元祖コズモギャングズ・チーム

スーパーファミコン版
- プロデュース：きたやん（北角浩一）
- プログラム：なんでもいいや、ビート君
- ビジュアル：エウノス・YN、J・DIBO
- サウンド：はら へりぞう（原伸幸）、NEKOKO

## 評価
アーケード版
ゲーム誌『ゲーメスト』の企画「第6回ゲーメスト大賞」（1992年度）において、ベストシューティング賞8位、年間ヒットゲーム17位を獲得した。
スーパーファミコン版
ゲーム誌『ファミコン通信』の「クロスレビュー」では、7・5・7・8の合計27点（満40点）、『ファミリーコンピュータMagazine』の読者投票による「ゲーム通信簿」での評価は以下の通り23.13点（満30点）となっている。この得点はスーパーファミコン全ソフトの中で41位（323本中、1993年時点）となっている。また、同雑誌1993年8月情報号特別付録の「スーパーファミコンオールカタログ'93」では、「ゲームとしては『ギャラガ』のような画面固定型で、撃つのがかわいそうなくらいキャラがかわいい。難易度も低めで、2人同時プレイも可能だ」と紹介されている。
| 項目 | キャラクタ | 音楽 | 操作性 | 熱中度 | お買得度 | オリジナリティ | 総合  |
| 得点 | 4.38       | 3.78 | 3.89   | 3.80   | 3.59     | 3.70           | 23.13 |

## 関連作品

### エレメカ
コズモギャングズ
シリーズ最初の作品。エネルギーコンテナを奪いに奥から手前へと向かってくるコズモたちを光線銃で撃退する。
ドドンガドン
技脳体のようにボールを奥方向にスライドさせてドドンガドンの「へそ」に当てる。
コズモポリスアンタッチャ

### ビデオゲーム
コズモギャング・ザ・パズル
テクニカルな落ち物パズル。本作と同じく見城こうじによる。
ディグダグ・アレンジメント
ナムコクラシックコレクションVol.2の収録ゲームの一つ。基本的にはディグダグだが、コズモやドドンガドンが登場する。
ガンバァール
テーマパークモードにパロディとして、「オヤジ」がコズモになった「オヤジギャング」というゲームが登場する（「オヤジ」が“何!?どっかで見た事が有る?き、気のせいだ、それは!”と狼狽する）。

### 漫画
コズモギャングスワールド コズモポリスアンタッチャ
はまだよしみによる漫画。コミックボンボンに連載されていた。